# 제임스 홍
제임스 홍(James Hong (吴汉章/吳漢章), 1929년 2월 22일 ~ )은 미국의 배우, 제작자, 감독이다.

## 출연 작품
- 쿵푸팬더 4 (2024) - 핑 역 (목소리)
- 드로파 (2018)
- Beast Mode (2020)
- 쿵푸팬더: 시크릿 오브 더 스크롤 (2016)
- 베터 크리미널 (2016)
- 쿵푸 팬더 3 (2016)
- 더 도그 후 세이브드 썸머 (2015)
- 서먼드 (2013)
- 더 로스트 메달리온: 더 어드벤쳐 오브 빌리 스톤 (2013)
- R.I.P.D.: 알.아이.피.디. (2013)
- 정크 (2012)
- 노 에브 트러블 인 리틀 차이나 (2011)
- 세이프 (2011)
- 쿵푸 팬더 2 (2011)
- 쿵푸 팬더: 기막힌 전설 (2010)
- 쿵푸 팬더 홀리데이 스페셜 (2010)
- 하우 투 메이크 러브 투 어 우먼 (2010)
- 지구가 멈추는 날 (2008)
- 쿵푸 팬더 (2008)
- 언 액시덴탈 크리스마스 (2007)
- 헐리우드 차이니즈 (2007)
- 상하이 키스 (2007)
- 분노의 핑퐁 (2007)
- 원 나이트 위드 유 (2006)
- 아메리칸 퓨전 (2005)
- 라틴 드래곤 (2004)
- 석커 프리 시티 (2004)
- 포비든 워리어 (2004)
- 고스트 록 (2003)
- 아이돌 (2002)
- 에폭 (2000)
- 아트 오브 워 (2000)
- 브로큰 베설 (1998)
- 브레이크아웃 (1998)
- 지투 (1998)
- 뮬란 (1998)
- 레드 코너 (1997)
- 인피니티 (1996)
- 키드 특공대 (1996)
- 비치 아카데미 (1996)
- 투혼 3 (1996)
- 건스 앤 립스틱 (1995)
- 흑과 백 (1995)
- 투혼 2 (1995)
- 배반의 사랑 (1995)
- 탱크 걸 (1995)
- 덤보 낙하 작전 (1995)
- 글래디에이터 미션 (1994)
- 마이애미 캅 (1994)
- 쉐도우 (1994)
- 골든 피닉스 (1993)
- LA 여신 (1993)
- 웨인즈 월드 2 (1993)
- 브리스코 카운티 주니어의 모험 (1993)
- 더블 파이터 (1992)
- 크라임 킹 (1991)
- 유산의 비밀 (1991)
- 철인 무적 (1991)
- 신부님 참으세요 (1991)
- 미스테리 데이트 (1991)
- 프레임드 (1990)
- 사이공 탈출 (1990)
- 용의 전사 (1990)
- 불륜의 방랑아 (1990)
- 장미의 형제 (1989)
- 하니웰 수용소 (1989)
- 탱고와 캐쉬 (1989)
- 데드록 (1988)
- 마법의 이중주 (1988)
- 기숙사 대소동 2 (1987)
- 차이나 걸 (1987)
- 블랙 위도우 (1987)
- 머나먼 정글 (1987)
- 골든 차일드 (1986)
- 빅 트러블 (1986)
- 블레이드 인 홍콩 (1985)
- 닌자 3 (1984)
- 대특명 (1984)
- 후커와 로마노 (1982)
- 죠르지오의 사랑 (1982)
- 블레이드 러너 (1982)
- 고백 (1981)
- 머슬 비치의 허슬러 (1980)
- 에어플레인 (1980)
- 지참금 2백만불 (1979)
- 대전장 (1978)
- 최후의 9일 (1978)
- 월드 그레이티스트 러버 (1977)
- 노 디퍼짓, 노 리턴 (1976)
- 영광의 뒤안길 (1976)
- 저지 디 앤드 더 모너스터리 머더 (1974)
- 차이나타운 (1974)
- 선샤인 (1973)
- 캐리 트리트먼트 (1972)
- 콜로서스 (1970)
- 하와이언스 (1970)
- 올 인 더 패밀리 (1968)
- 털보 가족 (1966)
- 데스티네이션 이너스페이스 (1966)
- 0011 나폴레옹 솔로 - 지옥특파 (1966)
- 산 파블로 (1966)
- 플라워 드럼 송 (1961)
- 전송가 (1957)
- 고질라 3 - 괴수의 왕 (1956)
- 모정 (1955)

### 텔레비전
- 보난자 (1960)
- 페리 메이슨 (1962-63)
- 도망자 (1965)
- 첩보원 0011 (1965-66)
- 하와이 파이브-O (1969-74)
- 제5전선 (1971)
- 아이언사이드 (1973)
- 명탐정 바나비 존즈 (1973)
- 샌프란시스코 수사반 (1976)
- 우리 생애 나날들 (1977)
- 미녀 삼총사 (1978)
- 신나는 개구쟁이 (1979)
- 꿈꾸는 낙원 (1980)
- 댈러스 (1981)
- 제너럴 호스피털 (1983)
- 다이너스티 (1983)
- 더 폴 가이 (1984)
- A 특공대 (1984-85)
- 맥가이버 (1986-91)
- 매그넘 P.I. (1987)
- 마이애미의 두 형사 (1987)
- 사인펠드 (1991)
- 천재소년 두기 (1991-92)
- 닥터 슬론 (1995)
- 엑스파일 (1996)
- 프렌즈 (1997)
- 머피 브라운 (1997)
- 더 프랙티스 (1998)
- 프리텐더 제로드 (1999)
- 밀레니엄 (1999)
- 웨스트 윙 (2000-02)
- 빅뱅 이론 (2007-08)
- 아메리칸 본 차이니즈 (2023)